# Culture du Népal

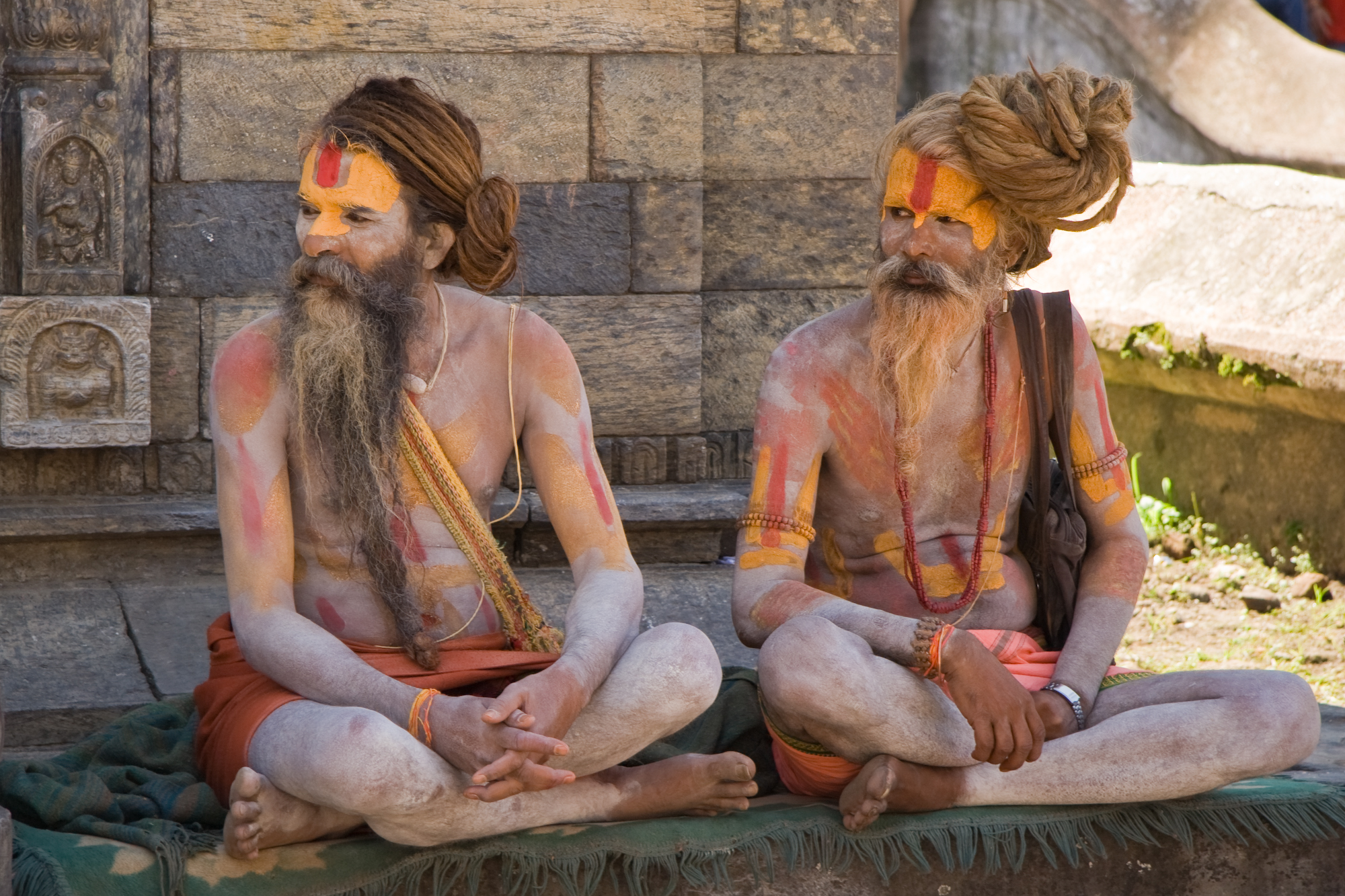
Deux Sâdhu à Katmandou

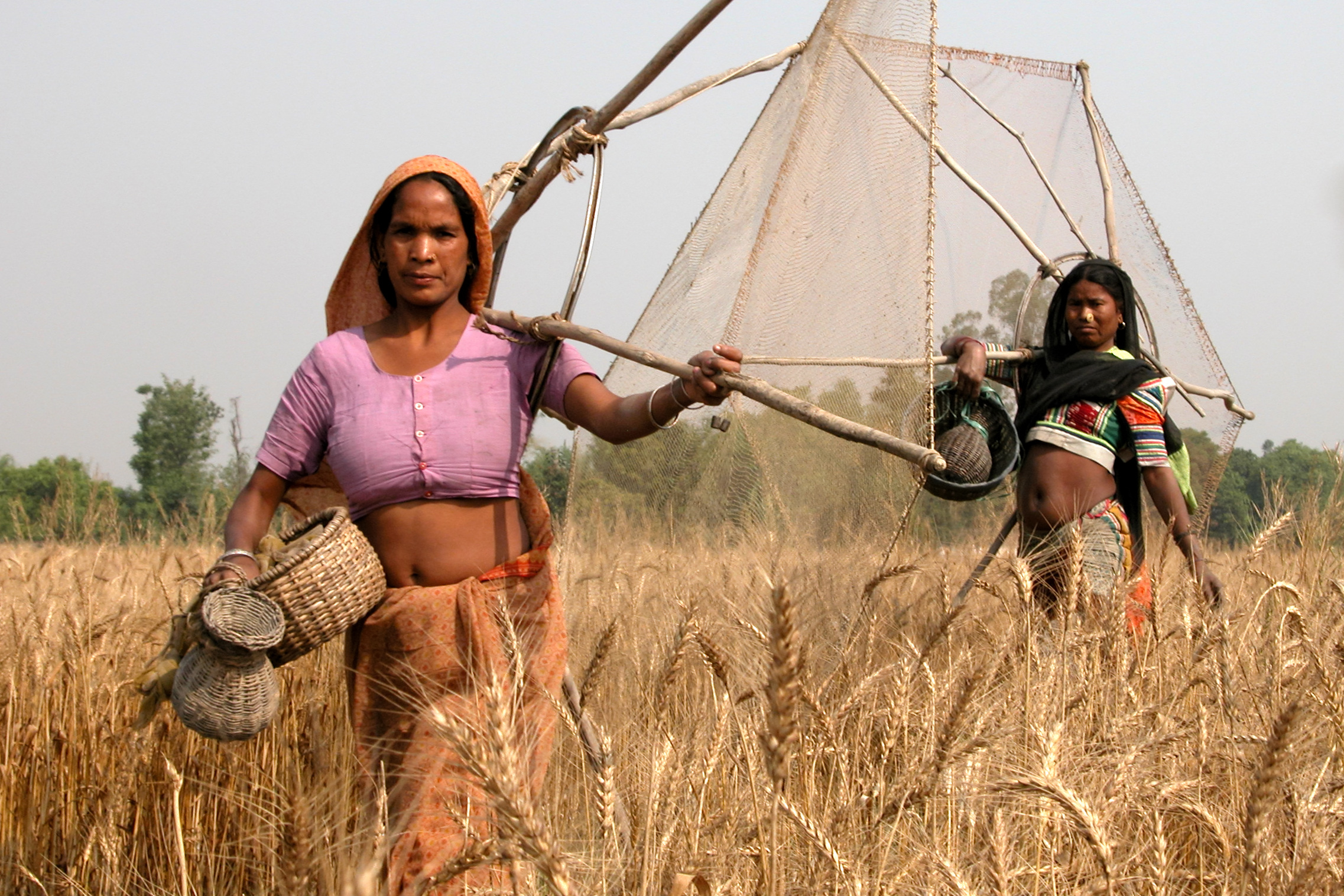
Femmes tharu allant à la pêche

Cet article aborde différents aspects de la culture du Népal (et des 30 000 000 Népalais, estimation 2019).

## Langues et peuples

### Langues
- Langues au Népal (125)
- Langues du Népal

### Peuples
- Groupes ethniques au Népal

## Traditions

### Religion(s)
- Religion au Népal, Catégorie:Religion au Népal
- Hindouisme au Népal (en) (81,34 %) (24 170 000 hindouistes en 2010, 2 860 000 en 2020, estimations), Catégorie:Hindouisme au Népal
- Bouddhisme au Népal (9-10 %), Catégorie:Bouddhisme au Népal
- Islam au Népal (4,4 %) (1 160 000 musulmans)
- Christianisme au Népal (en) (1,4 %) (375 000 chrétiens au recensement de 2011)
  - Église catholique au Népal (en), Vicariat apostolique du Népal, Cathédrale de l'Assomption de Katmandou
  - et de nombreuses églises protestantes
- Histoire des Juifs au Népal (1000..2000)
- Sikkhisme au Népal (en) (environ 7 000 adeptes)
- Jaïnisme au Népal (en) (environ 4 000 adeptes)
- Foi baha'ie au Népal (en) (environ 4 000 adeptes)
- Chamanisme Gurung, ancienne religion animiste du peuple des Gurungs
- Kirat Mundhum (en) (kiratisme), ancienne religion animiste du peuple des Kirats
- religion tibétaine Bön (environ 13 000 adeptes)
- Liberté de religion au Népal (en)
- Irreligion au Népal (en)

### Symboles
- Emblème du Népal, Drapeau du Népal
- Sayaun Thunga Phool Ka, hymne national du Népal

### Folklore
- Folklore népalais (en)

### Croyances
- Chaupadi

## Arts de la table

### Cuisines
- Cuisine népalaise : Dal bhat...
- Cuisine tibétaine : Momo...

## Santé
- Catégorie:Santé au Népal, Protection sociale

### Sports, arts martiaux
- Sport au Népal (en) (à créer)
- Sport au Népal (rubriques), Kabaddi, Dandi Biyo (en)
- Sportifs népalais
- Événements sportifs au Népal
- Népal aux Jeux olympiques
- Népal aux Jeux paralympiques

## Média
- Catégorie:Média au Népal
- Liste des mass média au Népal (en)
- Mass média au Népal (en)

### Presse
- Liste de titres de presse écrite au Népal (en)
- Presse au Népal

## Littératures
- Littérature népalaise (en)
- Écrivains népalais
- Liste de poètes de langue népalaise
- Littérature newari (en) (Nepalbhasha)
- Liste d'ouvrages littéraires népalais traduits en anglais (en)
- Liste de bibliothèques au Népal (en)
  - Bibliothèque nationale du Népal (en), Bibliothèque Kaiser, Mahesh Chandra Regmi
- Littérature népalaise bhoutanaise (en)
- Liste d'écrivains en népali (en)
- Prix littéraires : Jagadamba Shree Purasakar (en), Madan Puraskar (en)
- Romans : Damini Bhir, Juino, Karnali Blues, Mayur Times, Pagal Basti, Palpasa Cafe, Pathik Pravasan, Radha, Saaya, Seto Dharti, Shiris Ko Phool, Srijanshil Arajakta, Summer Love...
- Nepal Literature Festival (en) (2011-)
- Littérature népali de langue anglaise : Liste d'auteurs népalis de langue anglaise (en)
  - Niranjan Kunwar, Between Queens and the Cities
  - Pranaya SJB Rana, City of Dreams
  - Prawin Adhikari, The Vanishing Act
  - Rabi Thapa, Nothing to Declare
  - Richa Bhattarai, Fifteen and Three Quarters
  - Rishi Amatya, Radha : Wrath of the Maeju
  - Shiwani Neupane, Monica - Pieces of Perfect, Crossing Shadows
  - Shradha Ghale, The Wayward Daughter
  - Smriti Ravindra, The Woman Who Climbed Trees
- Littérature népali de langue sanscrite contemporaine : Nara Nath Acharya, Vishnu Raj Atreya, Shivraj Acharya Kaundinya...
- Littérature en maithili (en)

### Littératures proches
- Maldives : Écrivains maldiviens, Littérature aux Maldives (en)
- Inde : Littérature indienne
- Bangladesh : Histoire de la littérature bengalaise (en), Écrivains bangladais
- Pakistan : Littérature pakistanaise, Écrivains pakistanais
- Sri-Lanka : Littérature srilankaise (à créer), Écrivains srilankais

## Artisanats
- Artisanats népalais (en)

### Textiles, cuir, papier
- Habillement traditionnel newar (en)

### Bois, métaux
Bols chantants.

## Arts visuels
- Nepal Academy of Fine Arts (en) (NAFA, 2010)
- Artistes népalais
- Art newa (en)
- Maison culturelle du Népal en France[2].
- Thangka, nombreuses écoles et galeries
- Galeries Katmandou :
  - Takpa, Nursery Rd (Mak Mak Restaurant), Lazimpat, contemporain
  - Chitra art for change, vers Bhumi Restaurant, Lazimpat, contemporain
  - Kala Salon, Chhaya Centre Thamel (5e et 6e étage), contemporain
  - Gallery 108 (Durbarmarg)
  - Nepal Art Council, Madan Bhandari Road, académique
  - Dalai-la Boutique Hôtel
  - Siddhartha Art Gallery, Baber Mahal Revisited (palais newari revisité avec commerces et bars-restaurants), Tanka Prasad Sadak
- Galeries Lalitpur / Patan : 
  - Wind Horse Gallery in Jhamsikhel, Blanjmandal
  - expositions au Musée
  - Classic Gallery, Gallery Mcube...
- Himalayan Art Resources (HAR, 1997)

### Peinture
- Peinture népalaise (en)
- Peinture de Madhubani, de Mithila (Bihar, Inde)
- Paubha (en), peinture newar, à thématiques bouddhistes et/ou hindouistes
- Thangka, à thématique bouddhiste

### Sculpture
- Sculpture au Népal (en)

### Architecture
- Architecture au Népal (en)
- Architecture newar de la vallée de Katmandou inscrite au patrimoine mondial de l’Unesco, en particulier les temples hindous de Pashupatinath et Changu Narayan, les stupas bouddhistes de Bodnath et Swayambhunath, les places royales (darbâr) de Bhaktapur, Katmandou et Patan, etc.
- Palais des Rana au Népal (en)

## Arts du spectacle

### Musique
- Musique népalaise
- Gyanmala Bhajan Khala (en) (1937-), le grand groupe musical de revendication
- Adhunik Geet (en), Adhunik Sangeet / musique moderne, qui depuis 1950 représente l'essentiel de la musique diffusée népalaise
- Liste d'instruments de musique népalaise (en)
- Musique newa(r) (en)
- Musique dapha (en), newa, dévotionnelle
- Musique maithili (en)
- Tamang Selo (en), chant populaire népali tamang, dont Hira Devi Waiba (en) (1940-2011), puis sa fille Navneet Aditya Waiba et son fils Satya Aditya Waiba
- Kutumba (groupe musical népali) (en) (depuis 2004)
- Music Nepal (en) (1982), important label musical
- Nepa~laya, maison d'édition musicale[3], salle de concert Paleti[4] (Kalika Marg)
- Albatross (groupe musical népali rock) (en) (depuis 1998)
- Liste de groupes musicaux népalais (en)
- Nombreux clubs et discothèques, dont Rastriya Nach Ghar, Club Omnia, Uptown, Lord of the Drinks...
- Site du Music Museum of Népal (Nepali Folk Musical Instrument Museum), près de Bagmati Marg et du Teku Bagmati Bridge  (et de la passerelle Kalo Pul), quartier de Pachali

### Danse
- Danse au Népal (en)
- Danse Kumha Pyakhan (en), danse sacrée castée newar

### Théâtre
- Théâtre au Népal (en)
- Liste de théâtres au Népal (en)
  - Theatre Village Nepal, Mandala Theatre Nepal, Sarwanaam Theatre, Kausi Theater, Shilpee Theatre Nepal
  - Garden Theatre Community, Ek Theatre Nepal, International Center for Social Theatre Nepal (ICST Nepal)
  - Sarwanam Dramatic Art Centre, 12 D Theater, Nepal Natyashala (Nepal Theatre House - NTH), Naach Ghar Complex, Purano Ghar Theater

### Autres: marionnettes, mime, pantomime, prestidigitation
- Kleinkunst, toute forme mineure des arts de scène
- Arts de la rue, Arts forains, Cirque,Théâtre de rue, Spectacle de rue,
- Marionnette, Arts pluridisciplinaires, Performance (art)…
- Arts de la marionnette au Népal sur le site de l'Union internationale de la marionnette

### Cinéma
- Cinéma népalais
- Films népalais
- Distributeurs et salles : QFX, Big Movies, City Max, iNy cinémas, CDC Cinémas, CK Cinémas, BG Movies, F Cube, Infinity Movies

## Patrimoine
Le patrimoine népalais est régulièrement en souffrance, mais les institutions ont une vision cohérente et une politique de préservation.

### Bibliothèques
En 1956, le Gouvernement du Népal fit l'acquisition de la collection de livres du Pandit Hem Ral (Grand-prètre officiel) et l'enrichit de celle de la bibliothèque du Secrétariat Central. Le 2 janvier 1957, cette nouvelle collection fut baptisée du nom de Bibliothèque Nationale du Népal (NNL). Elle compte aujourd'hui environ 84 000 livres, périodiques et autres documents dans diverses langues régionales et internationales. 
- Liste des bibliothèques du Népal 
  - Nepal National Library
  - Sarbajanik Vidyabhawan
  - Pokhara Public Library
  - Mahendra Library
  - Kailali Public Library
  - Dilliraman-Kalyani Regmi Memorial Library
  - Bibliothèque Kaiser

### Musées
- Liste de musées au Népal (en)
- Musée national du Népal (en) à Svayambhu (en)

### Liste du Patrimoine mondial
Le programme Patrimoine mondial (UNESCO, 1971) a inscrit dans sa liste du Patrimoine mondial (au 12/01/2016) : Liste du patrimoine mondial au Népal.

### Registre international Mémoire du monde
Le programme Mémoire du monde (UNESCO, 1992) a inscrit dans son registre international Mémoire du monde (au 15 janvier 2016) :
- 2013 : Manuscrit de Niśvāsattatvasaṃhitā[7]
- 2013 : Manuscrit de Susrutamhita[8]

### Filmographie
- Himalaya face aux abeilles géantes, film de Jérôme Ségur, ZED, ADAV, Paris, 2014, 52 min (DVD)